# Walliser Alpen

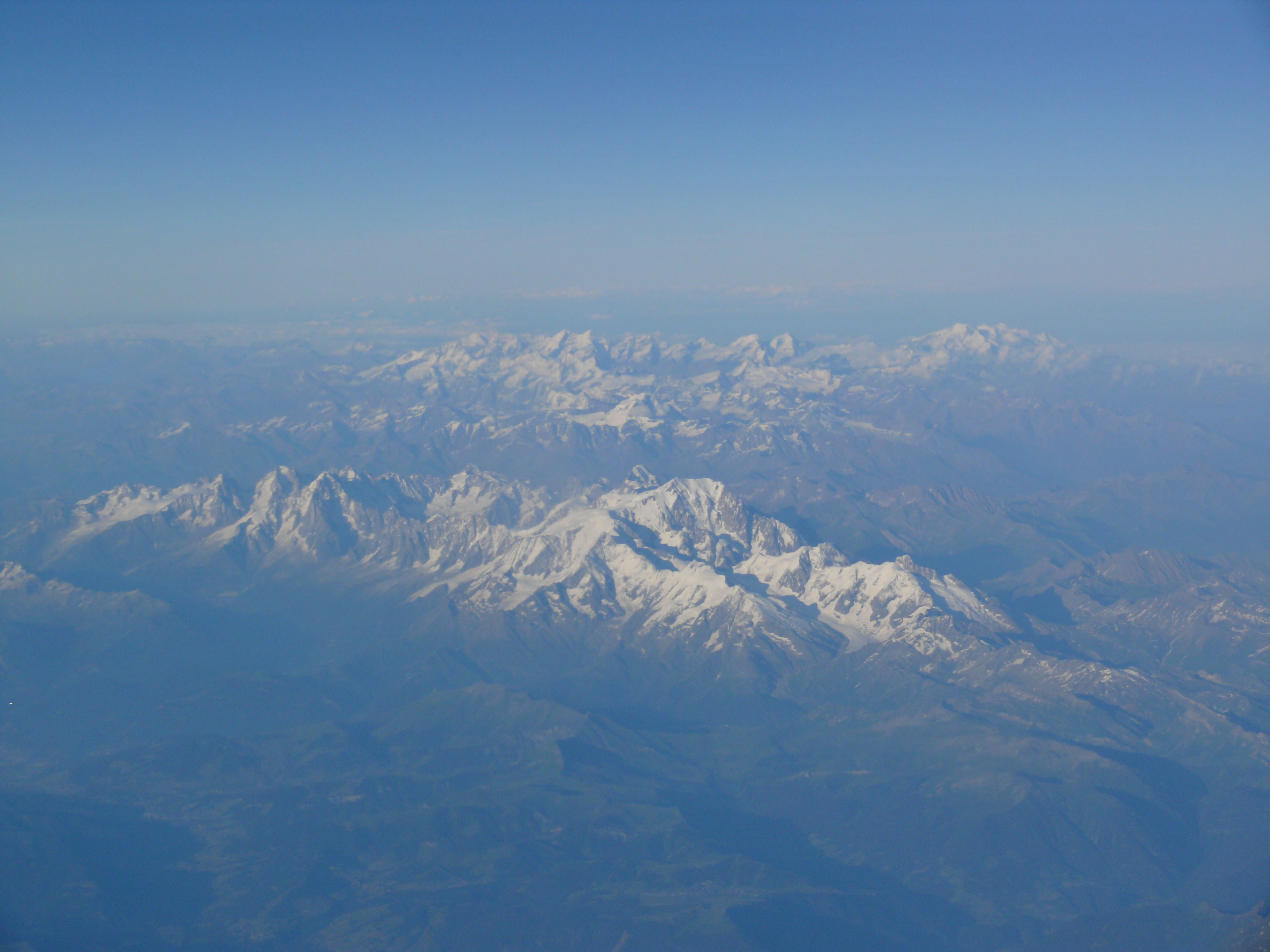
Walliser Alpen, im Vordergrund die Mont-Blanc-Gruppe

Die Walliser Alpen (auch Penninische Alpen) sind eine Gebirgsgruppe in den Westalpen. Anteil haben die Schweiz mit dem Kanton Wallis und Italien mit den Regionen Piemont und Aostatal. Die Gebirgsgruppe erstreckt sich über das grosse Gebiet zwischen dem Rhonetal im Norden und dem Aostatal im Süden bzw. zwischen dem Simplonpass im Osten und dem Grossen Sankt Bernhard im Westen. In der Führerliteratur des SAC aus praktischen Erwägungen noch ausgedehnter vom Griespass beim Nufenenpass im Osten bis zum Eau Noire und Trient im Westen.
Der höchste Berg der Walliser Alpen ist mit 4634 m ü. M. die Dufourspitze im Monte-Rosa-Massiv.

## Überblick
Die Walliser Alpen sind Rekordhalter unter den Alpengruppen: sie sind die Alpengruppe mit der grössten Vergletscherung, zudem liegen dort die meisten Viertausender aller Alpengruppen. Sie weisen auch den grössten Höhenunterschied innerhalb einer Gebirgsgruppe in den Alpen auf: zwischen dem höchsten (Dufourspitze, 4634 m ü. M.) und dem tiefsten Punkt (Fluss Dora Baltea bei Ivrea im Piemont, 253 m) liegt ein Höhenunterschied von fast 4400 m. Die italienische Monte-Rosa-Ostwand ist die höchste Wandreihe der Alpen mit einem Höhenunterschied von fast 3000 m; im Monte-Rosa-Massiv befinden sich zahlreiche der Viertausender.
Die Dufourspitze ist der höchste Gipfel der Schweiz mit 4634 m ü. M., während der Dom mit 4546 m ü. M. der höchste Berg ist, der vollständig innerhalb der Schweiz liegt. Markant sind auch die Gipfelpyramiden von Matterhorn und Weisshorn. Der höchstgelegene Park Europas findet sich mit dem italienischen Naturpark Alta Valsesia im obersten Val Sesia auf der Südseite des Hauptkamms ebenfalls in den Walliser Alpen. Er erstreckt sich in eine Höhe von bis zu 4559 m ü. M. Die höchstgelegene bewirtschaftete Hütte der Alpen ist Capanna Regina Margherita in 4554 m ü. M. Höhe auf dem Gipfel der Signalkuppe im Monte-Rosa-Stock.
Der Verkehr in den Walliser Alpen wird unter anderem durch den Simplon-Tunnel geleitet, der der drittlängste Eisenbahntunnel der Schweiz bzw. Italiens und der drittlängste Eisenbahntunnel Kontinentaleuropas (nach dem Gotthard- und Lötschberg-Basistunnel) ist. Unter den Bergbahnen stechen die Pendelbahn auf das Klein Matterhorn, die mit einer Bergstation in 3820 m ü. M. Höhe die höchstgelegene Seilbahn Europas ist, und die Metro Alpin bei Saas Fee, die höchstgelegene Standseilbahn der Welt mit einer Bergstation auf 3450 m ü. M., hervor. Der Lac des Dix ist der grösste Stausee der Schweiz mit 400 Mio. m³ Fassungsvermögen und verfügt über die höchste Gewichtsstaumauer der Welt mit 284 m Höhe.

## Gipfel

### Viertausender
In den Walliser Alpen gibt es 41 Viertausender, davon türmen sich 36 um das Mattertal, was die grösste Konzentration von Gipfeln der Viertausender in den Alpen ist. Damit befindet sich auch die Hälfte aller Viertausender der Alpen in den Walliser Alpen. Die andere Hälfte der Viertausender verteilt sich auf fünf andere Gebirgsgruppen der Alpen.

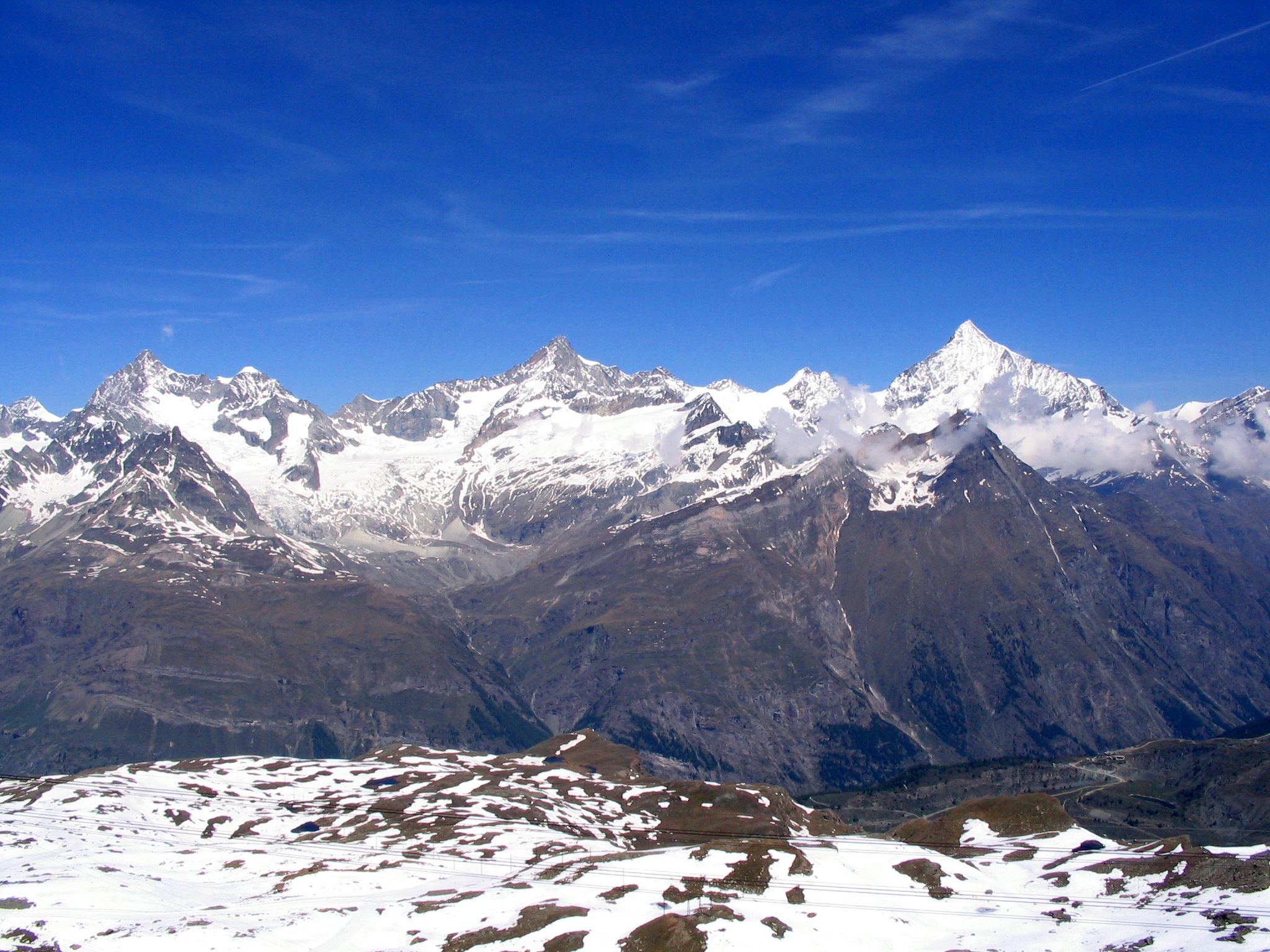
Dent Blanche, Ober Gabelhorn, Zinalrothorn und Weisshorn

### Weitere Gipfel
- Berge rund um Arolla
  - Mont Blanc de Cheilon, 3869 m ü. M.
  - Mont Fort, 3329 m ü. M.
  - Petit Mont Collon, 3555 m ü. M.
  - Mont Gelé, 3518 m ü. M.
- Combingruppe
  - Mont Vélan, 3731 m ü. M.
  - Petit Combin, 3672 m ü. M.
  - Tournelon Blanc, 3707 m ü. M.
  - Mont Rogneux, 3083,8 m ü. M.
- Dent-Blanche-Gruppe
  - Grand Cornier, 3961 m ü. M.
- Matterhorngruppe
  - Furgghorn, 3451 m ü. M.
  - Klein Matterhorn, 3883 m ü. M.
- Mischabelgruppe
  - Seetalhorn, 3037 m ü. M.
- Monte-Rosa-Gruppe
  - Neue Weisstorspitze, 3639 m ü. M.
- Weisshorngruppe
  - Blanc de Moming, 3663 m ü. M.
  - Mettelhorn, 3406 m ü. M.
  - Brunegghorn, 3838 m ü. M.
  - Barrhorn, 3610 m ü. M.
- Weissmiesgruppe
  - Fletschhorn, 3985 m ü. M.
  - Jegihorn, 3206 m ü. M.
  - Pizzo d’Andolla, 3653 m ü. M.
  - Stellihorn, 3436 m ü. M.
- Monte-Leone-Blinnenhorn-Gruppe

Diese Untergruppe der Walliser Alpen wird gesondert unter Leone-Gruppe beschrieben.

## Schutzgebiete

### Landschaften von nationaler Bedeutung (Schweiz)
Gemäss Artikel 5 des Bundesgesetzes über den Natur- und Heimatschutz führt die Schweiz ein Bundesinventar der Landschaften und Naturdenkmäler von nationaler Bedeutung.
In den Walliser Alpen gibt es zurzeit sieben dieser Landschaften:
- Nr. 1701, Bezeichnung: Binntal, Jahr der Aufnahme in das Inventar: 1977, Grösse: 5084 ha, durch Eingriffe nicht beeinträchtigtes Alpental mit kleinen Seen; Geologisch sehr vielseitig; einzigartiges Fundgebiet für Mineralien; aussergewöhnlich reiche Pflanzenwelt
- Nr. 1703, Bezeichnung: Val de Bagnes, Jahr der Aufnahme in das Inventar: 1977, Grösse: 16'869 ha, stark vergletscherte Hochgebirgslandschaft; vielfältige Flora und Fauna; bedeutende Steinwildkolonie
- Nr. 1707, Bezeichnung: Dent Blanche-Matterhorn-Monte Rosa, Jahr der Aufnahme in das Inventar: 1983, Revision: 1996, Grösse: 26'942 ha
- Nr. 1708, Bezeichnung: Pyramides d Euseigne, Jahr der Aufnahme in das Inventar: 1983, Grösse: 70 ha
- Nr. 1716, Bezeichnung: Pfynwald-Illgraben, Jahr der Aufnahme in das Inventar: 1998, Grösse: 5074 ha
- Nr. 1717, Bezeichnung: Laggintal-Zwischenbergtal, Jahr der Aufnahme in das Inventar: 1998, Grösse: 11'498 ha
- Nr. 1718, Bezeichnung: Val de Réchy-Sasseneire, Jahr der Aufnahme in das Inventar: 1998, Grösse: 3480 ha

## Tourismus

### Fern-/Weitwanderwege
Die Via Alpina, ein grenzüberschreitender Weitwanderweg mit fünf Teilwegen durch die ganzen Alpen, verläuft auch durch die Walliser Alpen. Der Blaue Weg der Via Alpina verläuft mit 20 Etappen durch den südöstlichen, italienischen Teil der Walliser Alpen mit einem kurzen Abstecher auf die Schweizer Seite.

### Hütten
- Mischabelgruppe
  - Bordierhütte
  - Domhütte
  - Mischabelhütte
- Monte-Rosa-Gruppe
  - Capanna Regina Margherita
  - Monte-Rosa-Hütte
- Weisshorngruppe
  - Topalihütte
  - Weisshornhütte
- Weissmiesgruppe
  - Almagellerhütte
  - Weissmieshütte

### Pässe
Aufgrund der grossen Höhenunterschiede und der Vergletscherung gibt es in den Walliser Alpen zwischen dem Grossen Sankt Bernhard und dem Simplon keine für den motorisierten Verkehr befahrbaren Passübergänge über den Hauptkamm. Es existieren einige Pässe, die über Saumpfade, Wanderwege bzw. mit Skiern zugänglich sind. Bekannt sind der Theodulpass zwischen Matterhorn und Breithorn und der Adlerpass in der Mischabel-Gruppe. Das Saastal ist durch den Zwischbergenpass über Gondo und durch den Monte-Moro-Pass über das Valle Anzasca mit dem italienischen Val d’Ossola verbunden.

## Bildgalerie

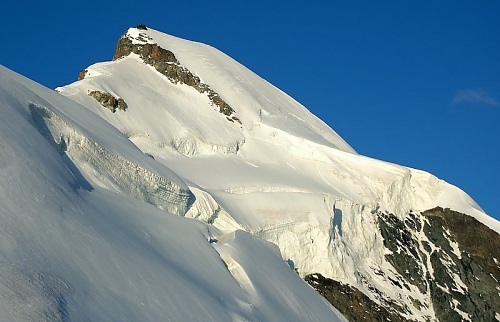
Allalinhorn
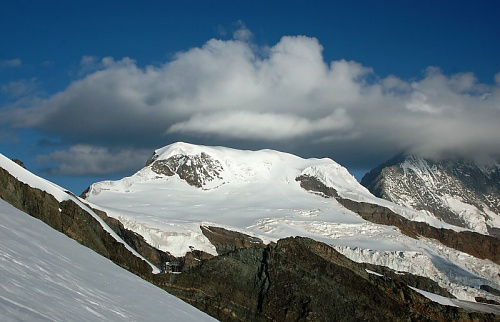
Alphubel
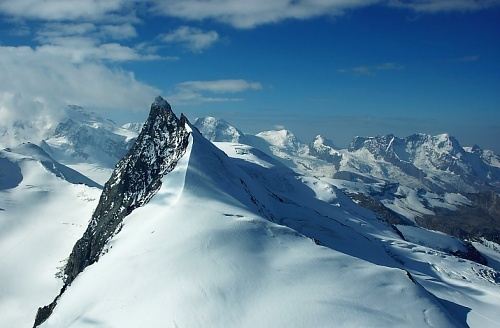
Rimpfischhorn
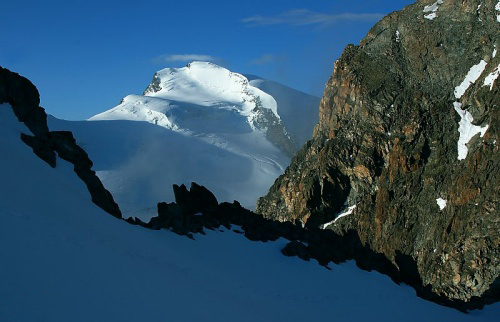
Strahlhorn
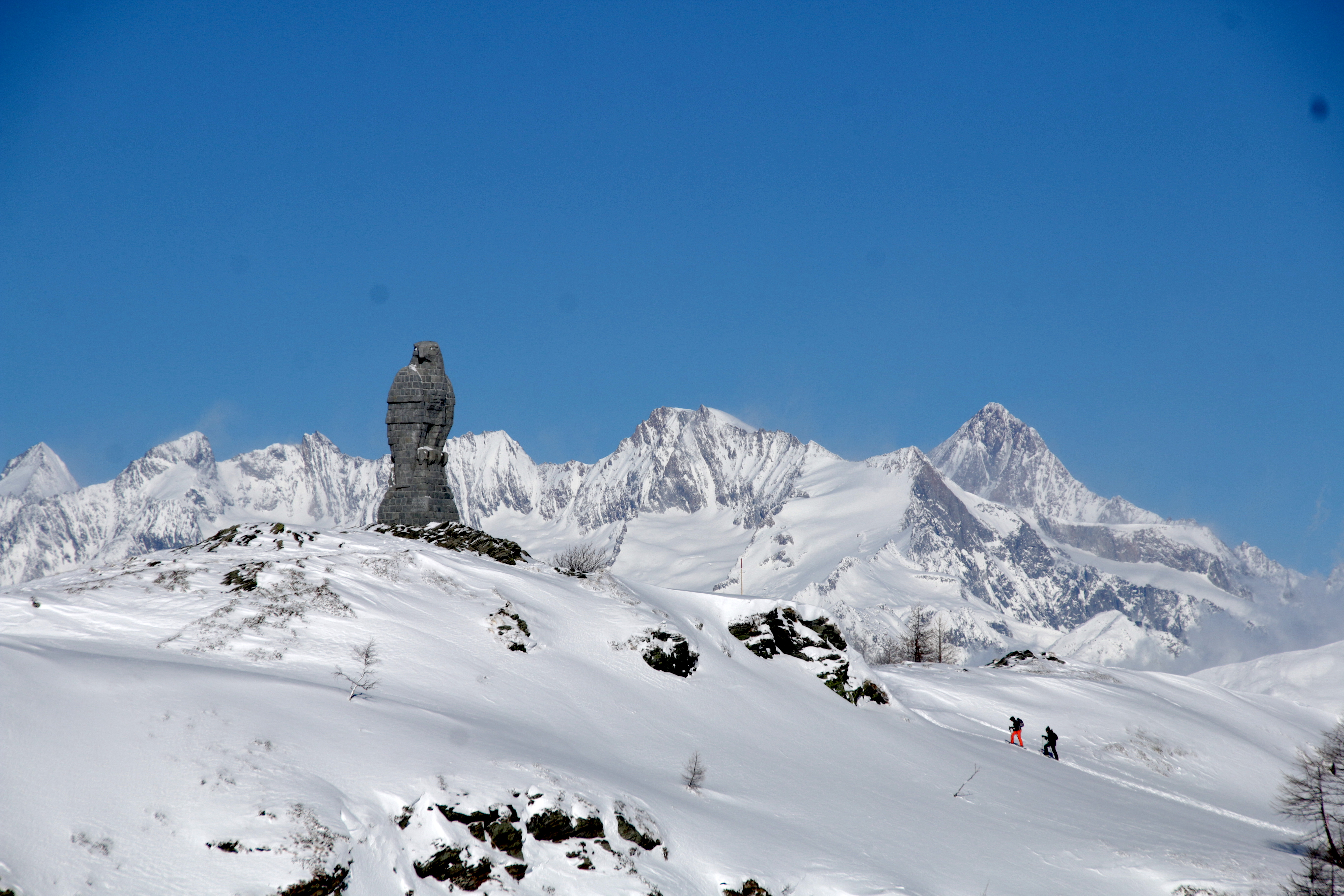
Fiescher Gabelhorn und Gross Wannenhorn
Sammelmulde des Glacier Durand (Zinalgletscher), Matterhorn, Pointe de Zinal, Dent d'Hérens, Ballonaufnahme von Eduard Spelterini, 1910